# Параболични колектор
Параболични колектор или ПТЦ (енгл. Parabolic Trough Collector) је тип соларног колектора који се користи код соларних термоелектрана. Конструисан је као параболично огледало, најчешће превучено сребром или полираним алуминијумом, у чијем се жаришту налази Деварова цев или вакуумирано стакло, чиме је могуће спречити топлотне губитке кондукцијом и конвекцијом. Сунчева светлост се одбија од параболоидних огледала, након чега се концентрише у жаришту и радно средство (синтетичко уље, растопљена со или пара под притиском) унутар вакуумиране стаклене цеви греје и до 400 °C.
Иако су параболе колектори намењени пре свега производњи електричне енергије, успешно се користе и за:
- припрему топле воде,
- загревање и хлађење објеката,
- поступак десалинизације,
- индустријске поступке (производња паре, стерилизација, пастеризација, као и остале поступке у металској и хемијској индустрији)

Просечна вредност степена топлотног искоришћења, код овог типа сунчевих електрана, је око 15%. Током летњих месеци, када су и вредности инсолације највеће, степен искоришћења износи 24% (максимално 30%).

## Начин рада
Параболични колектор се састоји од уздужног параболоидни рефлектора (дужине неколико стотина метара), који фокусира директну компоненту Сунчевог зрачења, на жижну линију, у којој је постављен ваљкасти апсорбер. Апсорбер се састоји од металне цеви, смештене у стакленом ваљку, између којих се налази вакуумски међупростор, који је тако конструисан због смањења топлотних губитака на вишим температурама. Стаклени ваљак спречава продирање прашине и страних тела у апсорбер. Кроз металну цев апсорбера струји радни флуид (синтетичко уље, растопљена со или пара под притиском). Површина апсорбера је заштићена селективним премазом, антирефлексним премазом који филтрира инфрацрвено зрачење, те пропушта светлост из видљивог дела спектра.

## Концентрациони однос колектора
Конкавне површине рефлектора су најчешће заштићене од спољних утицаја рефлектујућим, алуминијумским премазом или посребреним акрилом, дебљине 4 до 5 мм, чиме је постигнуто да се 98% Сунчевог зрачења одбија према жижној линији колектора. Концентрациони однос колектора ц се може изразити једначином:
c = Ap / Aa
где је: Ap - површина прикупљања Сунчевог зрачења (м2) и Aa - површина апсорпције (м2)
За разлику од равних сунчевих колектора (код којих је увек ц = 1), код система са сунчевом концентрисаном снагом, овај однос може износити и више десетина хиљада, са максималном теоретском вредношћу 45000. Избором одговарајућег концентрационог односа, могуће је постићи жељену температуру у систему, што представља највећу предност система са концентрисањем Сунчевог зрачења у односу на равне соларне колекторе.
Концентрациони однос система са параболичним колекторима износи 20-100, а радне температуре у систему достижу 400 °C. Да би се достигле наведене вредности концентрационог односа, колектори стално прате кретање Сунца током дана, чиме се осигурава непрестано фокусирање Сунчевих зрака на линеарни апсорбер.

## Систем за праћење положаја Сунца
Како се током дана положај Сунца на небу мења, тако се стално мења и најповољнији угао под којим Сунчеви зраци падају на површину рефлектора. Услед тога, неопходно је уградити системе за праћење положаја Сунца, како би се добио што већи степен искоришћења конверзије дозрачене Сунчеве енергије, иако ови системи представљају највећи чинилац у врло високим ценама сунчевих термоелектрана. Стално праћење кретања Сунца се остварује помоћу: механичког, или електронског (електричног) система за праћење Сунца.
О интензитету кретања колектора довољно говори податак да је захтевана тачност праћења кретања Сунца у границама дела степена угла. Систем концентричних параболичних сунчевих колектора, састоји се од великог броја паралелних, уздужних, параболичних рефлектора, постављених најчешће, уздужном оси по линији север - југ, који чине сунчево поље, које захтева значајан простор за уградњу. Без обзира на огромну површину коју заузима сунчево поље, ови високо-прецизни оптички уређаји су постављени са милиметарском прецизношћу.